# قاسم طبیبی
 قاسم طبیبی  بازیکن سابق فوتبال ایران است. وی سابقه بازی در باشگاه فوتبال پاس تهران و باشگاه فوتبال راه‌آهن را دارد.
وی سابقه ۳ بازی ملی نیز در کارنامه دارد.